# Holden HR
Holden HR — среднеразмерный автомобиль, выпускавшийся с 1966 по 1968 год австралийской компанией Holden. 

## Описание
Впервые Holden HR был представлен в апреле 1966 года в роли преемника Holden HD. В дополнение к переработанной радиаторной решётке, HR отличался переработанной линией крыши и увеличенным задним стеклом (на седанах), переработанными задними фонарями (на седанах и универсалах) и изменениями почти во всех внешних панелях кузова. Другие изменения — переработанная передняя подвеска с шаровыми шарнирами, расширенная колея, улучшенная отделка салона и деревянная отделка для моделей Premier. Через шесть месяцев после запуска HR все модели прошли модернизацию путём добавления передних ремней безопасности, омывателей лобового стекла, фонарей заднего хода, мягких солнцезащитных козырьков и небьющегося внутреннего зеркала заднего вида.

## Модельный ряд
Легковые автомобили Holden HR выпускались в кузовах четырёхдверный седан и пятидверный универсал. Комплектации:
- Holden Standard Sedan             (HR 215);
- Holden Standard Station Sedan (HR 219)[5];
- Holden Special Sedan               (HR 225);
- Holden Special Station Sedan   (HR 229);
- Holden Premier Sedan               (HR 235);
- Holden Premier Station Sedan   (HR 239).

Коммерческие автомобили HR выпускались в кузовах ют и панельный фургон:
- Holden Utility         (HR 2106)[6];
- Holden Panel Van (HR 2104).

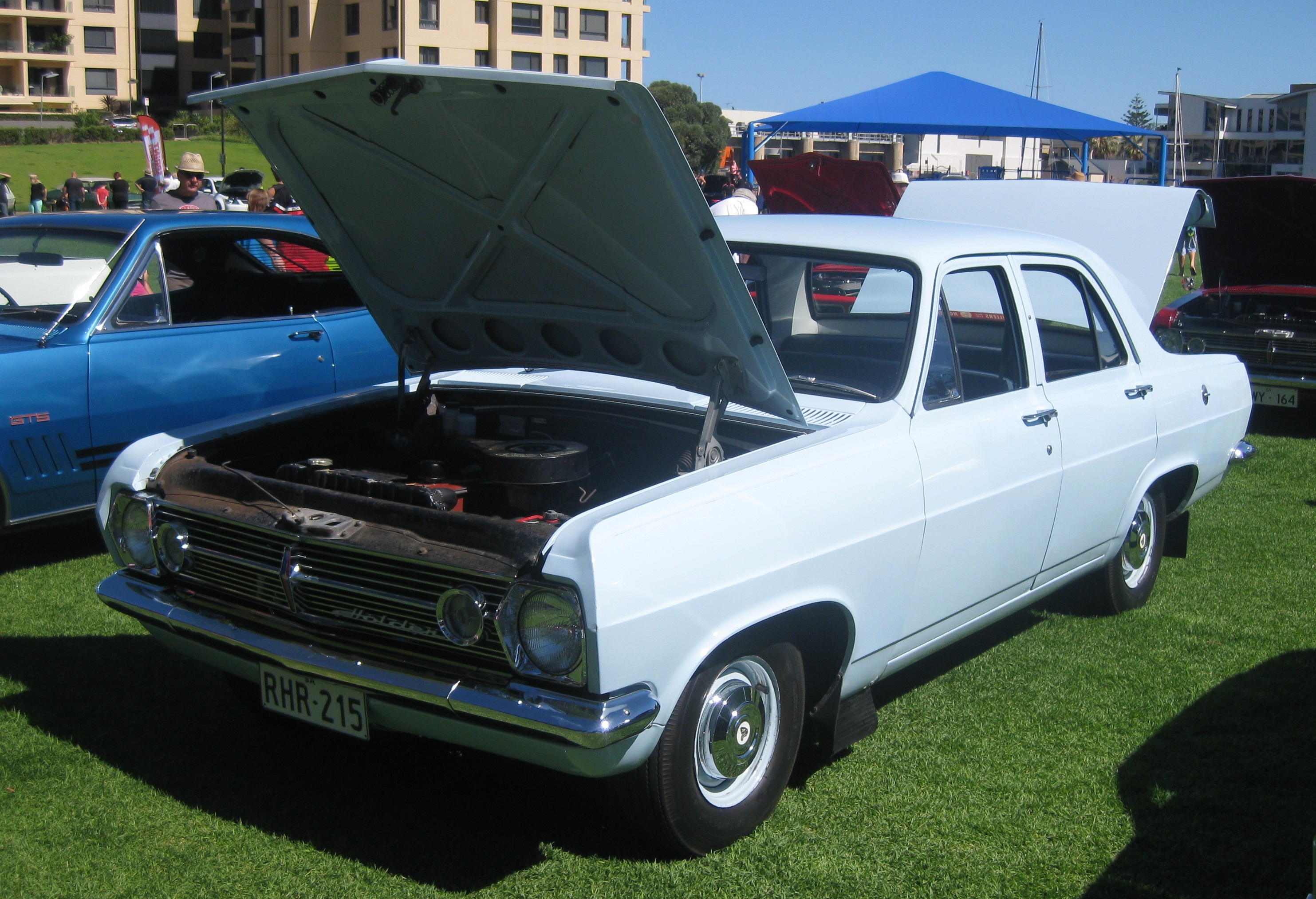
Holden Standard Sedan
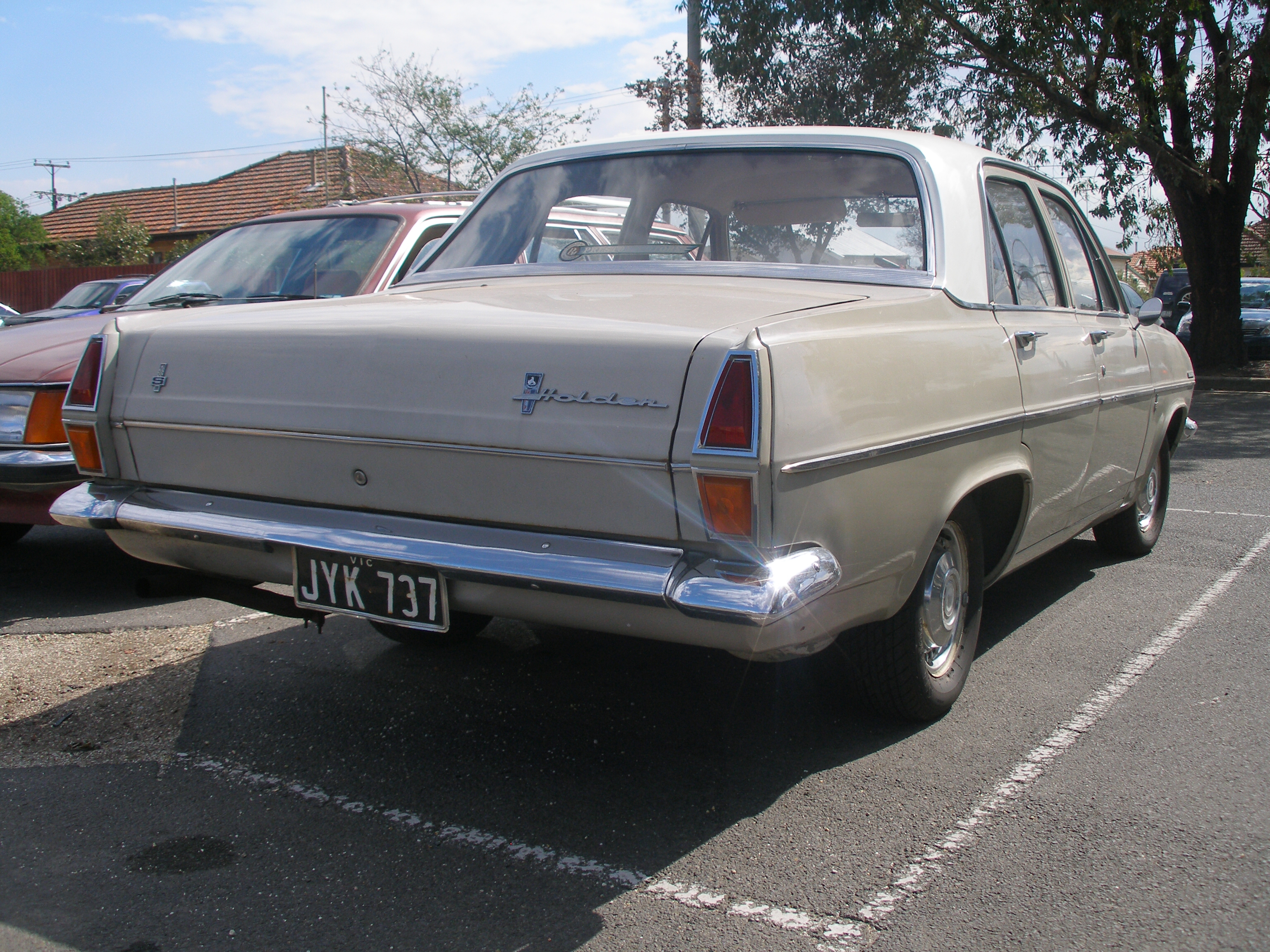
Holden Special Sedan
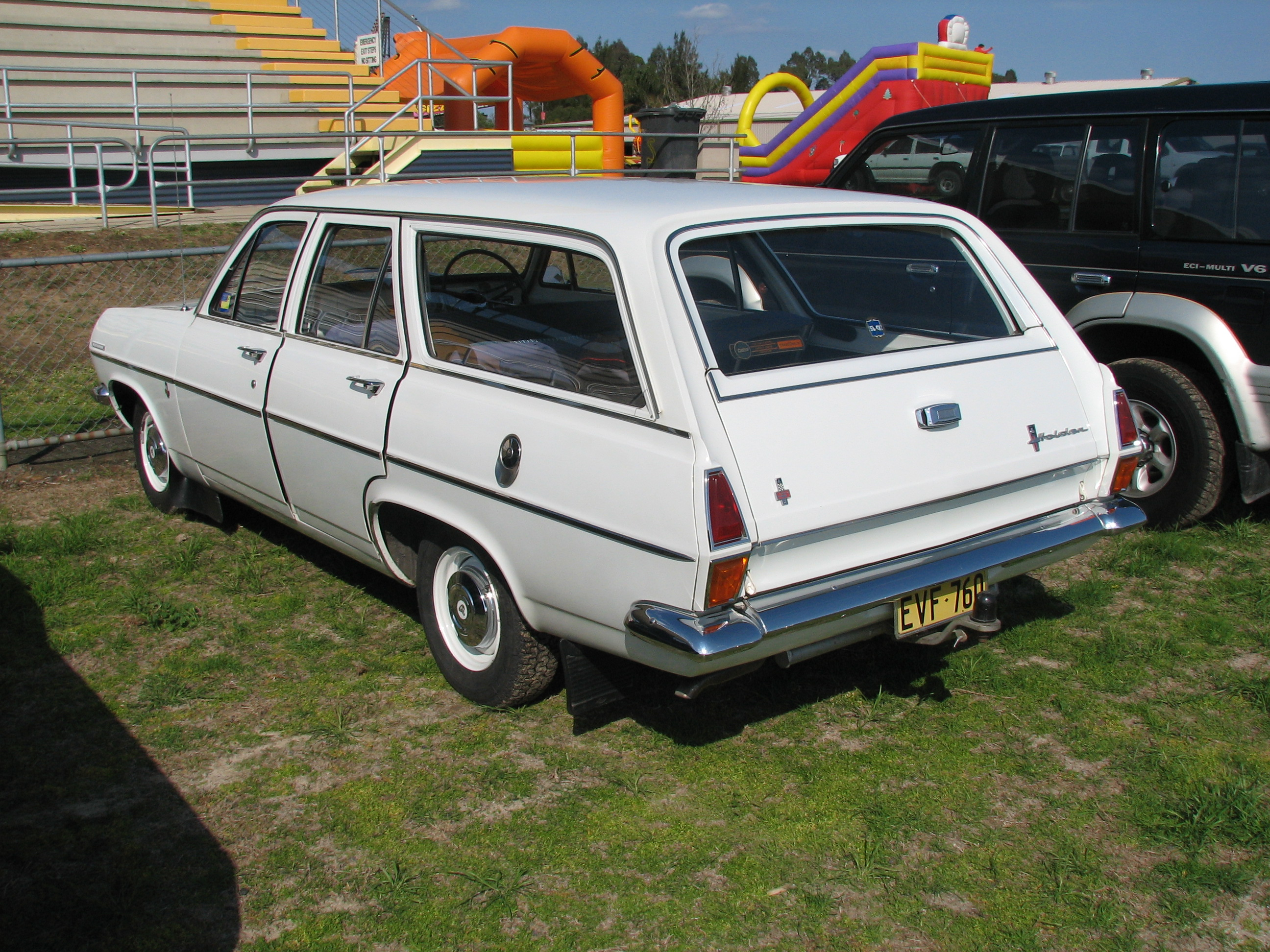
Holden Special Station Sedan
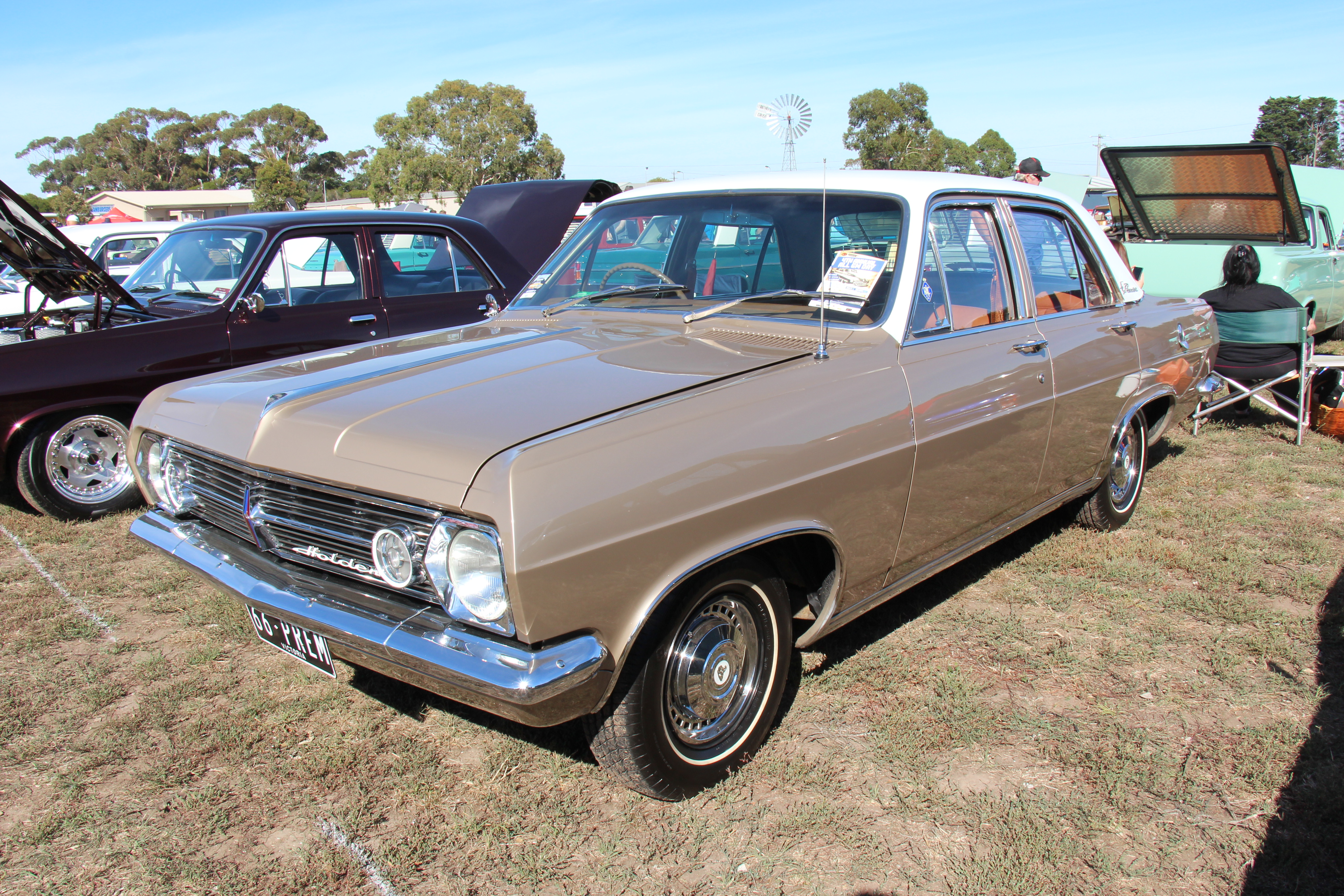
Holden Premier Sedan
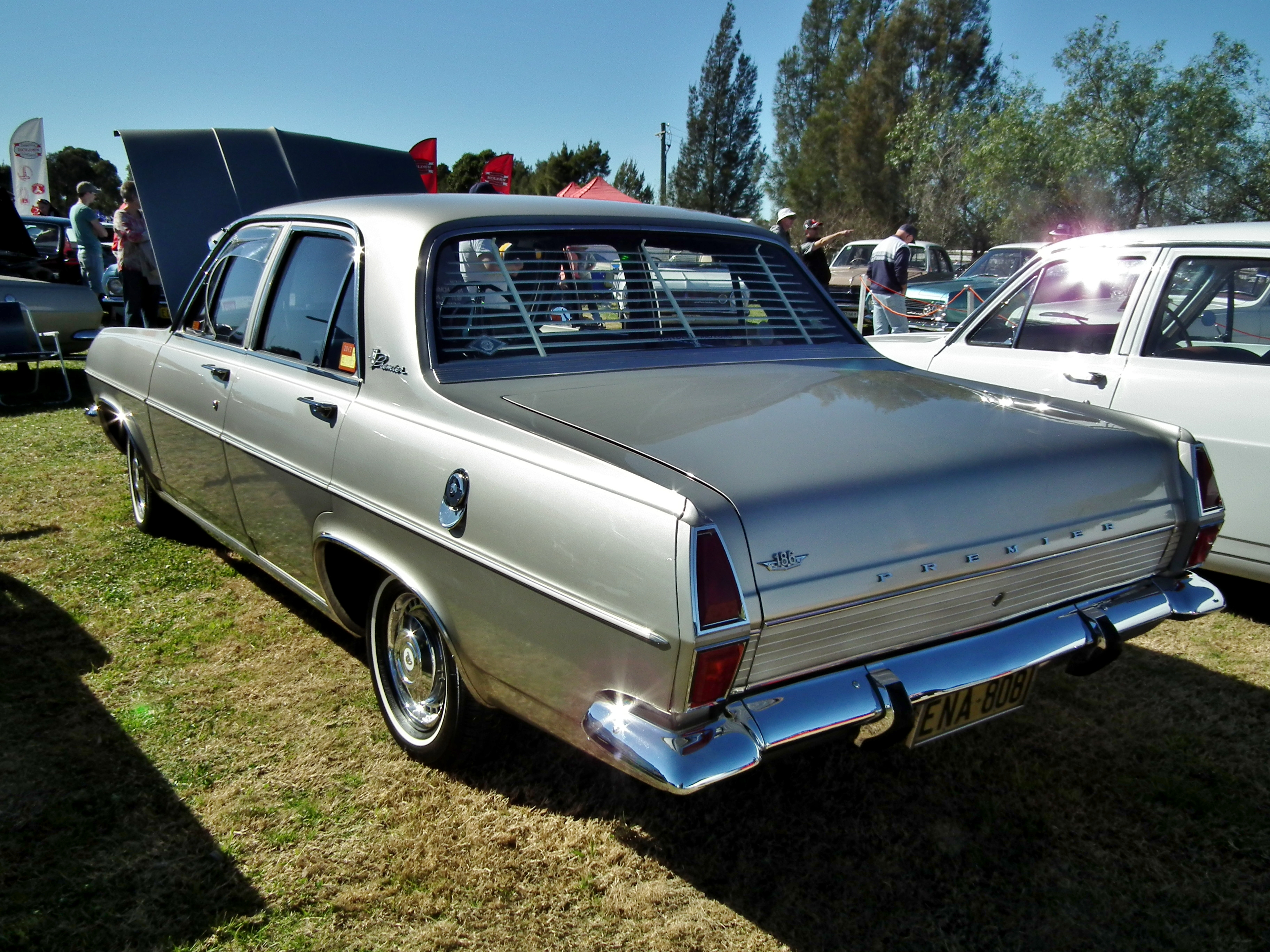
Holden Premier Sedan
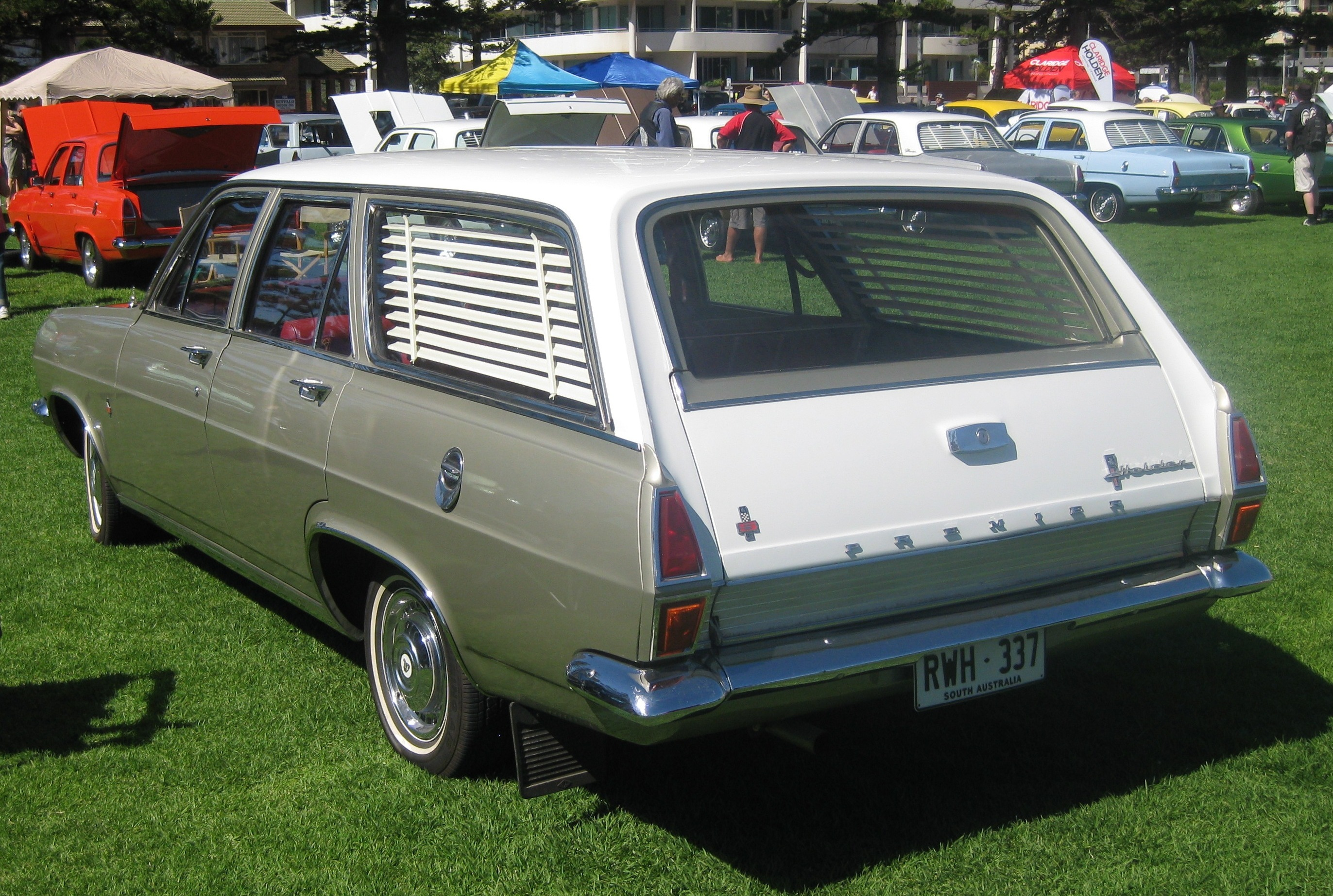
Holden Premier Station Sedan
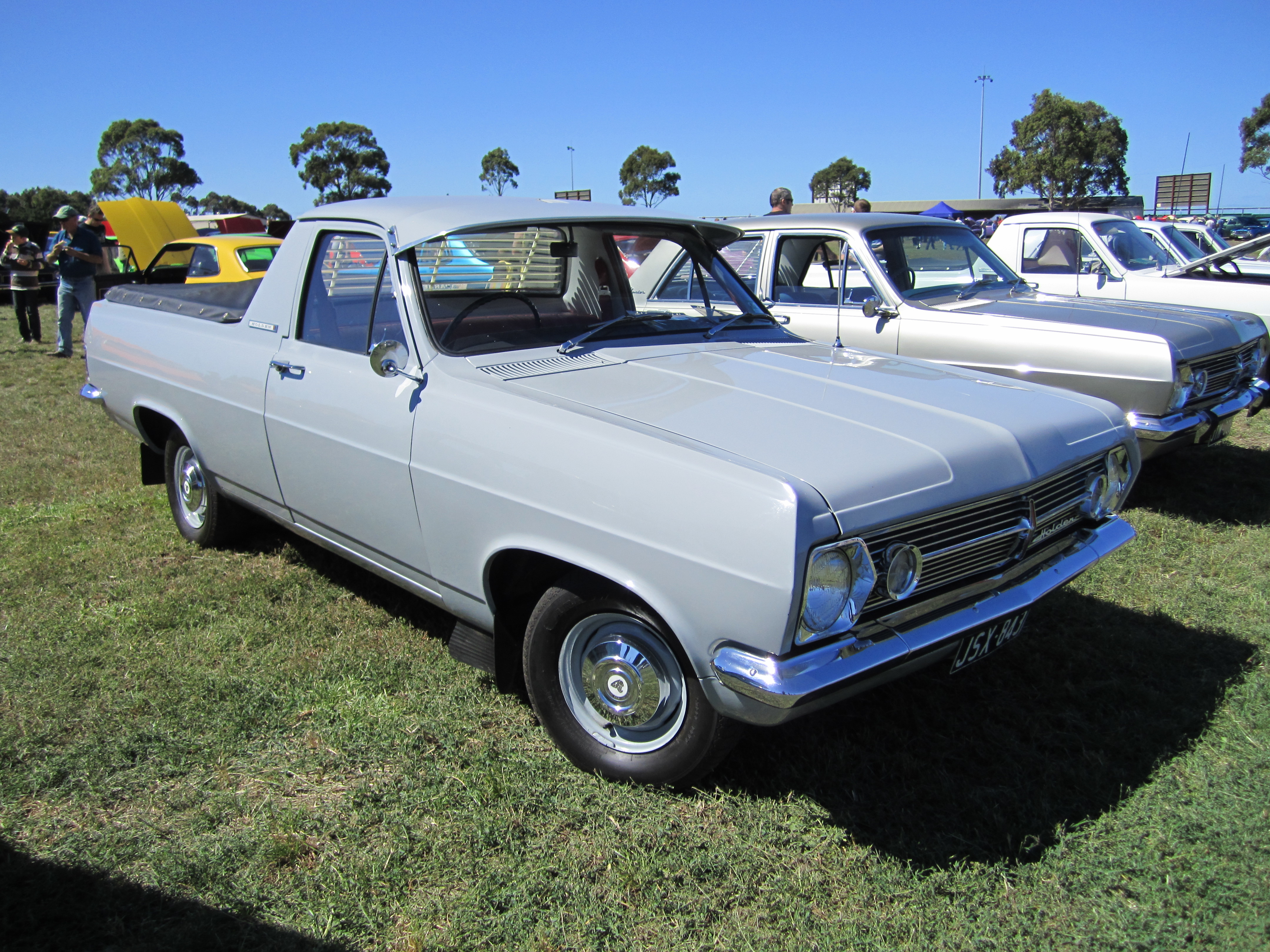
Holden Utility
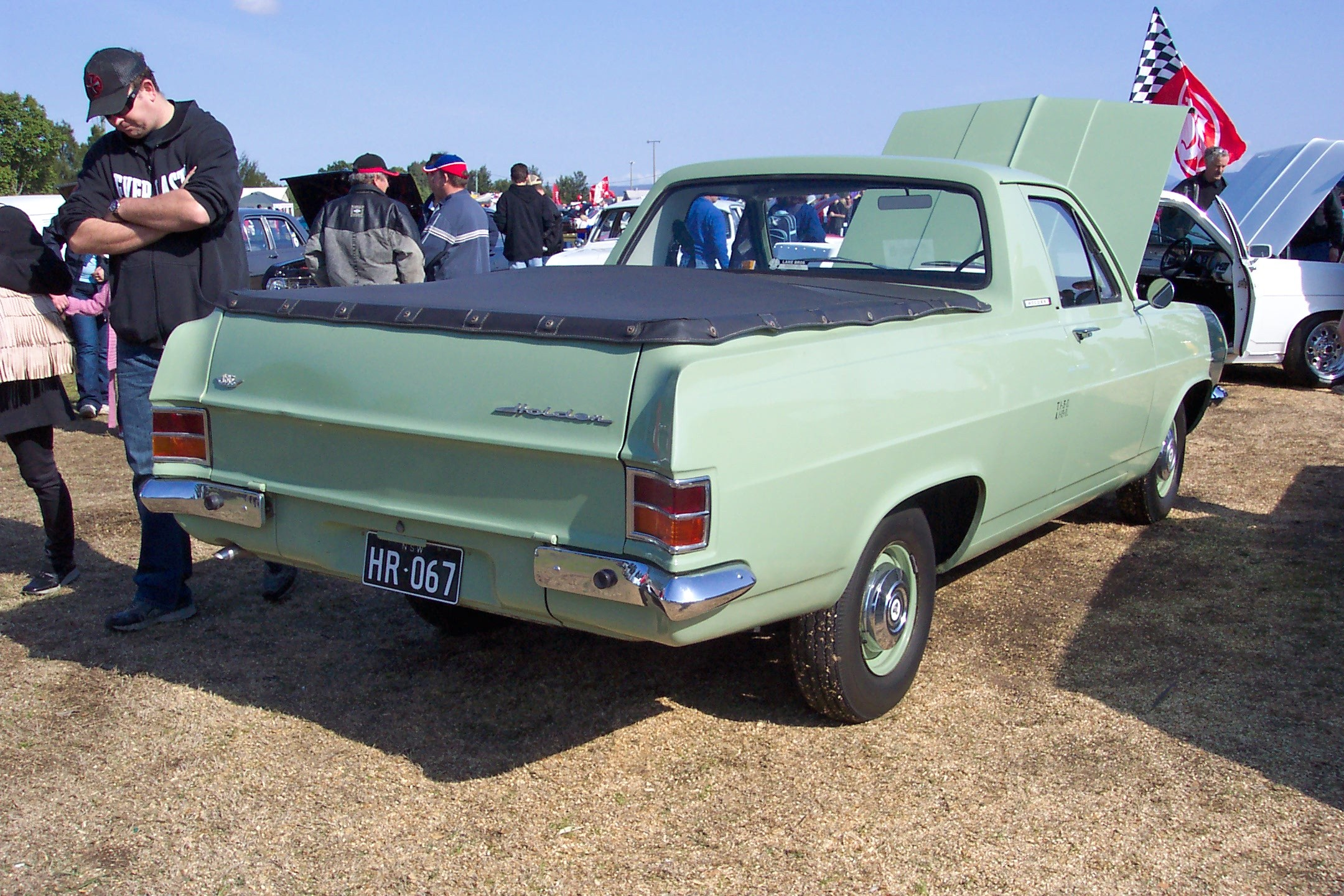
Holden Utility
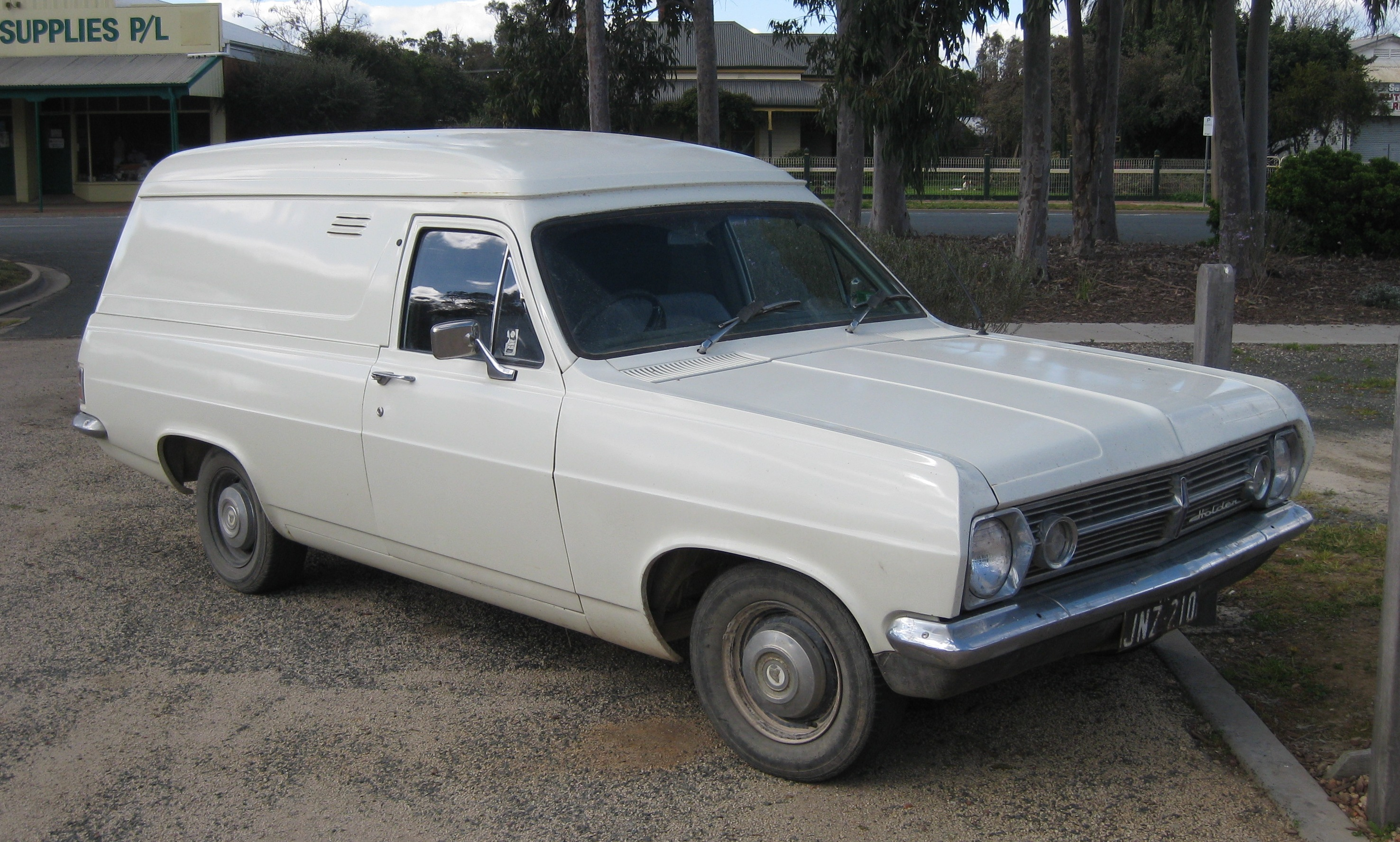
Holden Panel Van
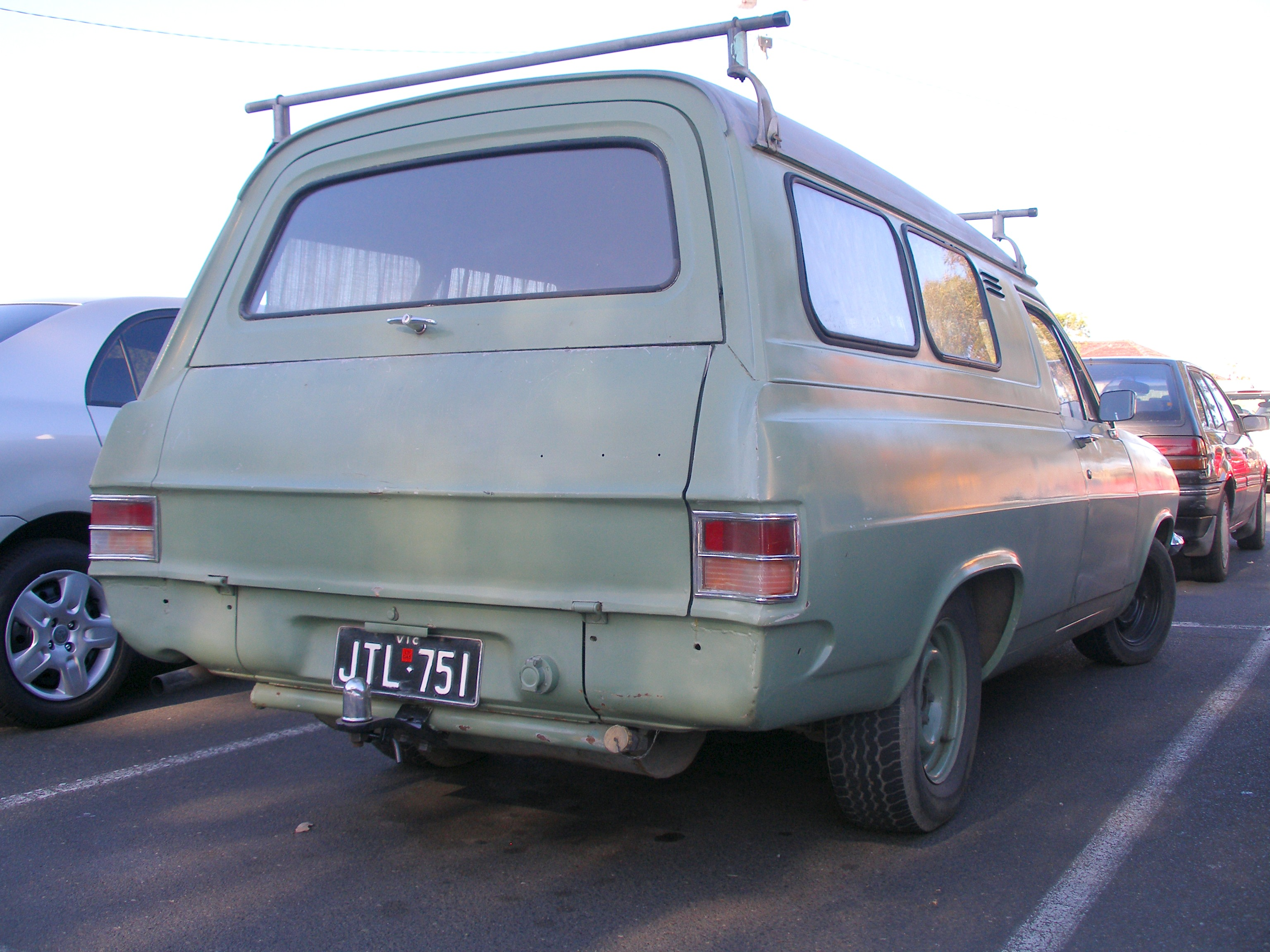
Holden Panel Van

## Двигатели и трансмиссии
Автомобили Holden HR оснащались рядными шестицилиндровыми двигателями Holden Red со степенью сжатия 9,2:1. 2,6-литровый двигатель мощностью 114 л. с. устанавливался на все модели, кроме Premier, а 3,0-литровый двигатель мощностью 126 л. с. являлся стандартным двигателем для Premier и опционально устанавливался на другие модели. Версия с двухкамерным карбюратором мощностью 145 л. с. изначально опционально устанавливалась на все модели. В июне 1967 года двигатель X2 был заменён двигателем 186S с однокамерным карбюратором. Также имелась версия 2,6-литрового двигателя со степенью сжатия 8,2:1. В Южной Африке Holden HR оснащался двигателями объёмом 3,2—3,8 л.
Изначально двигатели сочетались в паре с трёхступенчатой механической трансмиссией, а двухступенчатая автоматическая трансмиссия «Powerglide» была опциональной. С июня 1967 года двигатели сочетались в паре с четырёхступенчатой механической трансмиссией Opel.

## Производство
К январю 1968 года было выпущено, в общей сложности, 252352 автомобиля Holden HR. Цена на Special Sedan с 2,6-литровым двигателем и механической трансмиссией составляла 2286 австралийских долларов, а цена на Premier Station Sedan с МКПП составляла 2856 австралийских долларов. Преемником стал Holden HK.